# Znamię (film 1999)
Znamię (jap. 双生児 Sōseiji) – japoński thriller z 1999 roku oparty na scenariuszu i reżyserii Shin’ya Tsukamoto. Wyprodukowany przez Sedic, Marubeni i Kaijyu Theater.
Premiera filmu miała miejsce 3 września 1999 roku w Japonii.

## Fabuła
Akcja filmu rozgrywa się w latach 20. XX wieku w Japonii. Doktor Yukio Daitokuji (Masahiro Motoki) prowadzi praktykę lekarską na przedmieściach Tokio i cieszy się wdzięcznością pacjentów. Jednak ta sielanka kończy się, gdy Daitokuji wbrew woli swoich rodziców postanawia ożenić się z piękną nieznajomą. Jego wybranka cierpi na amnezję. Nie wie, skąd pochodzi, ani jak znalazła się w tych okolicach. Wraz z jej pojawieniem w domu zaczynają dziać się niepokojące rzeczy.

## Obsada
Źródło: Filmweb
- Tadanobu Asano jako mężczyzna z mieczem
- Naoto Takenaka jako bogaty mężczyzna
- Masahiro Motoki jako doktor Yukio Daitokuji/Sutekichi
- Renji Ishibashi jako Beggar
- Ryō jako Rin
- Shiho Fujimura jako matka Yukio

i inni